# Eygliers
 Eygliers  es una comuna y población de Francia, en la región de Provenza-Alpes-Costa Azul, departamento de Altos Alpes, en el distrito de Briançon y cantón de Guillestre. Está integrada en la Communauté de communes du Guillestrois .

## Demografía
| 415 | 414 | 403 | 502 | 596 | 697 |
| Para los censos de 1962 a 1999 la población legal corresponde a la población sin duplicidades (Fuente: INSEE [Consultar]) |     |     |     |     |     |